# Paučko jezero
Paučko jezero (Gorsko oko) je jezero u bosanskohercegovačkoj općini Kladnju, Tuzlanska županija.
Jezero je smješteno 10 kilometara od općinskog središta na nadmorskoj visini od 650 metara. Dužina jezera iznosi oko 150, a širina oko 60 metara. Dubina jezera je između tri i četiri metra. U jezeru se mogu naći različite vrte ribe kao što su šaran, linjak, štuka, amur, klen, pastrva, babuška i druge. Geomorfološki je spomenik prirode.